# Collide (пісня Леони Льюїс та Avicii)
«Collide» — пісня, написана Avicii, Симоном Джеффесом, Арашем Пурнурі, Отам Роу та Сенді Ві; спродюсована Сенді Ві, The Young Boys, Avicii та Арашем Пурнурі. Виконана британською співачкою Леоною Льюїс та шведським ді-джеєм Avicii. Пісня вийшла в Ірландії 2 вересня 2011, в Британії — 4 вересня 2011. Композиція входить у розширене видання третього альбому Льюїс — «Glassheart» (2012). Сингл посів 4 місце британського чарту UK Singles Chart.

## Музичне відео
Музичне відео зрежисерував Ітан Ладдер. Зйомки проходили 27 липня 2011 на пляжі Лос-Анджелесу, США. Прем'єра відеокліпу відбулась 26 серпня 2011.

## Список пісень
- Цифровий міні-альбом[2]

1. "Collide" (Radio Edit)
2. "Collide" (Extended Version)
3. "Collide" (Afrojack Remix)
4. "Collide" (Alex Gaudino & Jason Rooney Remix)
5. "Collide" (Cahill]Remix)

- Glassheart (Розширене видання)[3]

1. "Collide" (Afrojack Remix) – 5:53

- Промо-версії[4]

1. "Collide" (Extended Version Instrumental)
2. "Collide" (Extended Dub Mix)
3. "Collide" (Afrojack Festival Remix Instrumental)
4. "Collide" (Alex Gaudino & Jason Rooney Remix Radio Edit)
5. "Collide" (Alex Gaudino & Jason Rooney Remix Instrumental)
6. "Collide" (Cahill Remix Radio Edit)
7. "Collide" (Cahill Remix Radio Edit Instrumental)
8. "Collide" (Cahill Remix Instrumental)
9. "Collide" (Cahill Dub Mix)
10. "Collide" (Nay Ray Club Remix Radio Edit)
11. "Collide" (Nay Ray Club Remix)
12. "Collide" (Nay Ray Chill Out Remix)

## Чарти
Тижневі чарти
| Чарт (2011)                            | Місце |
| -------------------------------------- | ----- |
| Austria (Ö3 Austria Top 40)            | 29    |
| Belgium (Ultratip Flanders)            | 13    |
| Ireland (IRMA)                         | 3     |
| Japan (Japan Hot 100)                  | 32    |
| Scotland (The Official Charts Company) | 4     |
| Slovakia (IFPI)                        | 89    |
| Switzerland (Media Control Charts)     | 57    |
| UK (UK Singles Chart)                  | 3     |
| US (Billboard Hot Dance Club Songs)    | 1     |

Річні чарти
| Чарт (2011)                         | Місце |
| ----------------------------------- | ----- |
| US (Billboard Hot Dance Club Songs) | 46    |

## Історія релізів
| Країна          | Дата            | Формат               | Лейбл                    |
| --------------- | --------------- | -------------------- | ------------------------ |
| Велика Британія | 15 липня 2011   | Прем'єра на радіо    | Syco Music Sony Music    |
| Австралія       | 22 серпня 2011  | Mainstream radio     | Sony Music Entertainment |
| Австрія         | 2 вересня 2011  | Цифрове завантаження | Sony Music Entertainment |
| Франція         | 2 вересня 2011  | Цифрове завантаження | Sony Music Entertainment |
| Ірландія        | 2 вересня 2011  | Цифрове завантаження | Sony Music Entertainment |
| Італія          | 2 вересня 2011  | Цифрове завантаження | Sony Music Entertainment |
| Швеція          | 2 вересня 2011  | Цифрове завантаження | Sony Music Entertainment |
| Швейцарія       | 2 вересня 2011  | Цифрове завантаження | Sony Music Entertainment |
| Велика Британія | 2 вересня 2011  | Цифрове завантаження | Syco Music               |
| США             | 2 вересня 2011  | Цифрове завантаження | J Records                |
| Німеччина       | 16 вересня 2011 | Цифрове завантаження | Sony Music Entertainment |